# Perditorulus
Perditorulus is een geslacht van vliesvleugeligen uit de familie Eulophidae. De wetenschappelijke naam van dit geslacht is voor het eerst geldig gepubliceerd in 1996 door Hansson.

## Soorten
Het geslacht Perditorulus omvat de volgende soorten:
- Perditorulus abruptus Hansson, 1996
- Perditorulus aduncus Hansson, 2004
- Perditorulus ancylus Hansson, 2004
- Perditorulus anfractus Hansson, 2004
- Perditorulus angustatus Hansson, 1996
- Perditorulus anticus Hansson, 2004
- Perditorulus apophysis Hansson, 2004
- Perditorulus avirostris Hansson, 1996
- Perditorulus batmani Hansson, 2004
- Perditorulus bicalcaratus Hansson, 2004
- Perditorulus bidenticulatus Hansson, 1996
- Perditorulus bifidus Hansson, 1996
- Perditorulus bilobus Hansson, 1996
- Perditorulus calcaratus Hansson, 1996
- Perditorulus camelloides Hansson, 2004
- Perditorulus carcharus Hansson, 2004
- Perditorulus caritus Hansson, 2004
- Perditorulus catatonus Hansson, 2004
- Perditorulus celaenus Hansson, 2004
- Perditorulus coangustatus Hansson, 2004
- Perditorulus concavus Hansson, 2004
- Perditorulus crassiscapus Hansson, 1996
- Perditorulus cyclius Hansson, 2004
- Perditorulus dactyloides Hansson, 2004
- Perditorulus deltoideus Hansson, 2004
- Perditorulus diastatus Hansson, 2004
- Perditorulus dimidiatus Hansson, 2004
- Perditorulus divergatus Hansson, 2004
- Perditorulus doliodes Hansson, 2004
- Perditorulus drepanoides Hansson, 2004
- Perditorulus evanescens Hansson, 1996
- Perditorulus falcispinus Hansson, 1996
- Perditorulus faretus Hansson, 1996
- Perditorulus fastigatus Hansson, 2004
- Perditorulus flexilis Hansson, 1996
- Perditorulus geniculatus Hansson, 1996
- Perditorulus goniodes Hansson, 2004
- Perditorulus grandiculus Hansson, 1996
- Perditorulus hastatus Hansson, 1996
- Perditorulus hypermecius Hansson, 2004
- Perditorulus insternatus Hansson, 1996
- Perditorulus insulensis Hansson, 2004
- Perditorulus languidiscapus Hansson, 1996
- Perditorulus liboides Hansson, 2004
- Perditorulus lichanodes Hansson, 2004
- Perditorulus lingulatus Hansson, 2004
- Perditorulus longiparameratus Hansson, 1996
- Perditorulus magnicaulis Hansson, 1996
- Perditorulus maurus Hansson, 2004
- Perditorulus megadrilus Hansson, 2004
- Perditorulus microdrilus Hansson, 2004
- Perditorulus misculus Hansson, 2004
- Perditorulus mucronatus Hansson, 1996
- Perditorulus nebulaensis Hansson, 2004
- Perditorulus ooides Hansson, 2004
- Perditorulus oresbios Hansson, 2004
- Perditorulus pagophilus Hansson, 2004
- Perditorulus parameratulus Hansson, 1996
- Perditorulus parvispinus Hansson, 2004
- Perditorulus paxillus Hansson, 2004
- Perditorulus penicillatus Hansson, 1996
- Perditorulus phoxus Hansson, 2004
- Perditorulus pilonensis Hansson, 2004
- Perditorulus pilosus Hansson, 1996
- Perditorulus pinguiscapus Hansson, 1996
- Perditorulus pisinnus Hansson, 2004
- Perditorulus planiscapus Hansson, 1996
- Perditorulus porcodon Hansson, 1996
- Perditorulus prominulus Hansson, 2004
- Perditorulus punctiscapus Hansson, 1996
- Perditorulus putumayoensis Hansson, 2004
- Perditorulus rhamphodes Hansson, 2004
- Perditorulus segregatus Hansson, 2004
- Perditorulus sicilodes Hansson, 2004
- Perditorulus sinuiscapus Hansson, 1996
- Perditorulus stenodrilus Hansson, 2004
- Perditorulus strictus Hansson, 2004
- Perditorulus strongylus Hansson, 2004
- Perditorulus trispinus Hansson, 1996
- Perditorulus unispinus Hansson, 1996
- Perditorulus venezolensis Hansson, 2004
- Perditorulus verticillatus Hansson, 1996
- Perditorulus woolleyi Hansson, 1996
- Perditorulus zanclus Hansson, 2004
- Perditorulus zolnerowichi Hansson, 1996